# Karlsfelder Straße (München)
Die Karlsfelder Straße ist eine etwa 3,9 Kilometer lange Straße im Norden von München die von Ludwigsfeld nach Feldmoching führt. Sie führt als Nebenstraße von der Dachauer Straße im Westen am LKW-Testgelände der Firma MAN vorbei und weiter als Ortsverbindungsstraße über die Bundesautobahn 99, am Nordufer des Feldmochinger Sees in den Stadtteil Feldmoching. Dort führt sie am Friedhof Feldmoching vorbei zur Grashofstraße im Osten, wo sie kurz vor der Feldmochinger Straße über die Pflaumstraße in die Lerchenstraße übergeht. Sie überquert das Schwabenbächl, den Würmhölzlgraben (einen Abfluss des Feldmochinger Sees) sowie den Feldmochinger Mühlbach.
An ihr liegen die Baudenkmäler Karlsfelder Straße 1a/b und die Brücke über das Schwabenbächl. An der Karlsfelder Straße 4 liegt ein denkmalgeschütztes Wegkreuz (gefasstes Holzkruzifix mit Wettermantel aus dem 19. Jahrhundert).
Sie ist nach der nordwestlich gelegenen Gemeinde Karlsfeld benannt.

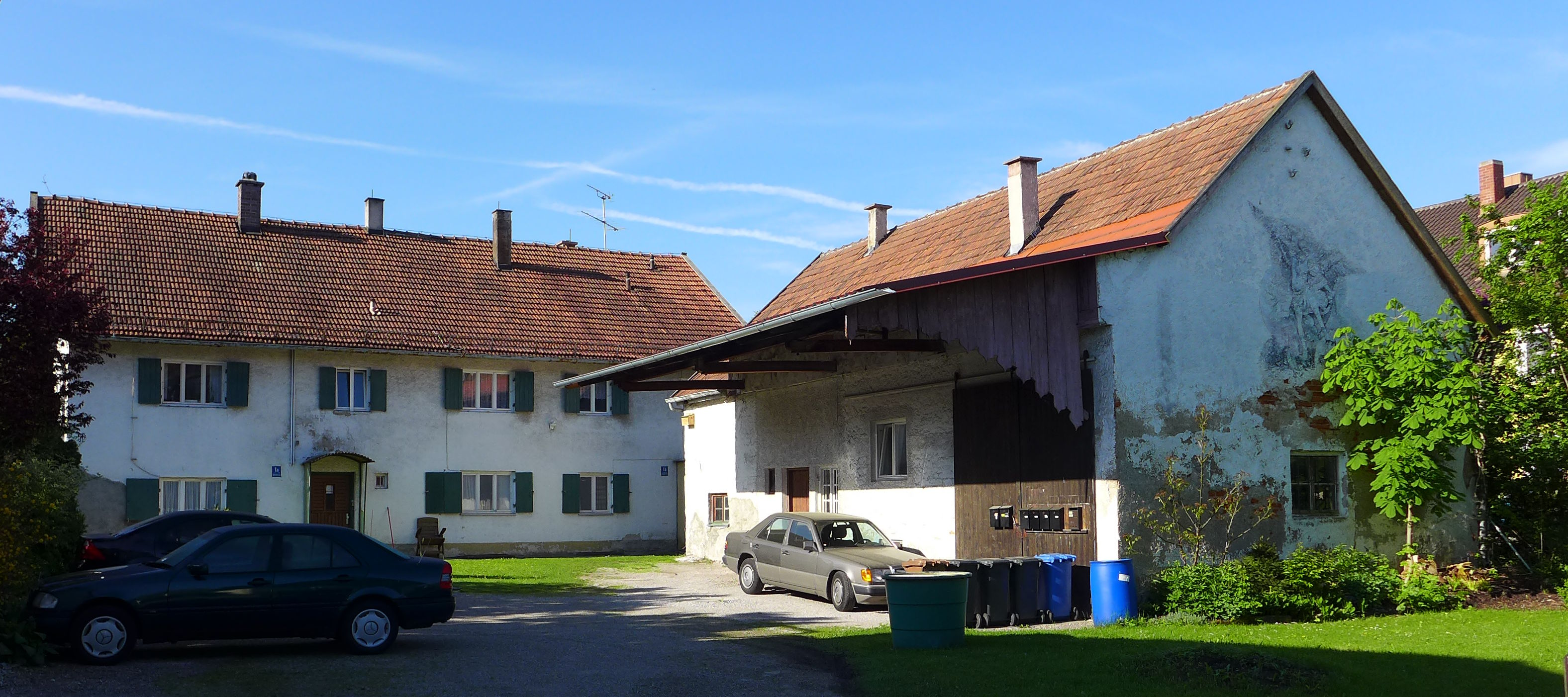
Karlsfelder Straße 1
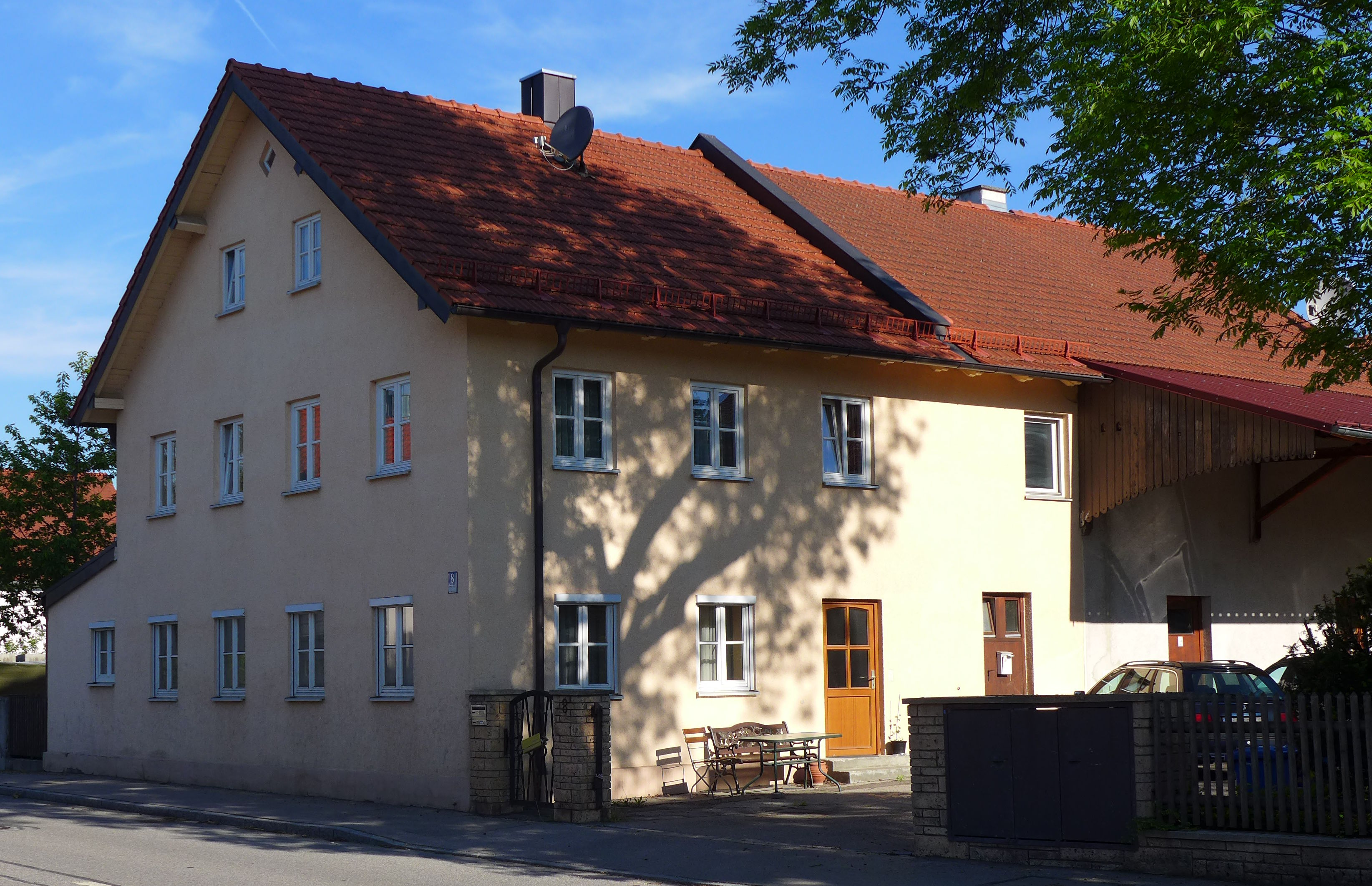
Karlsfelder Straße 8
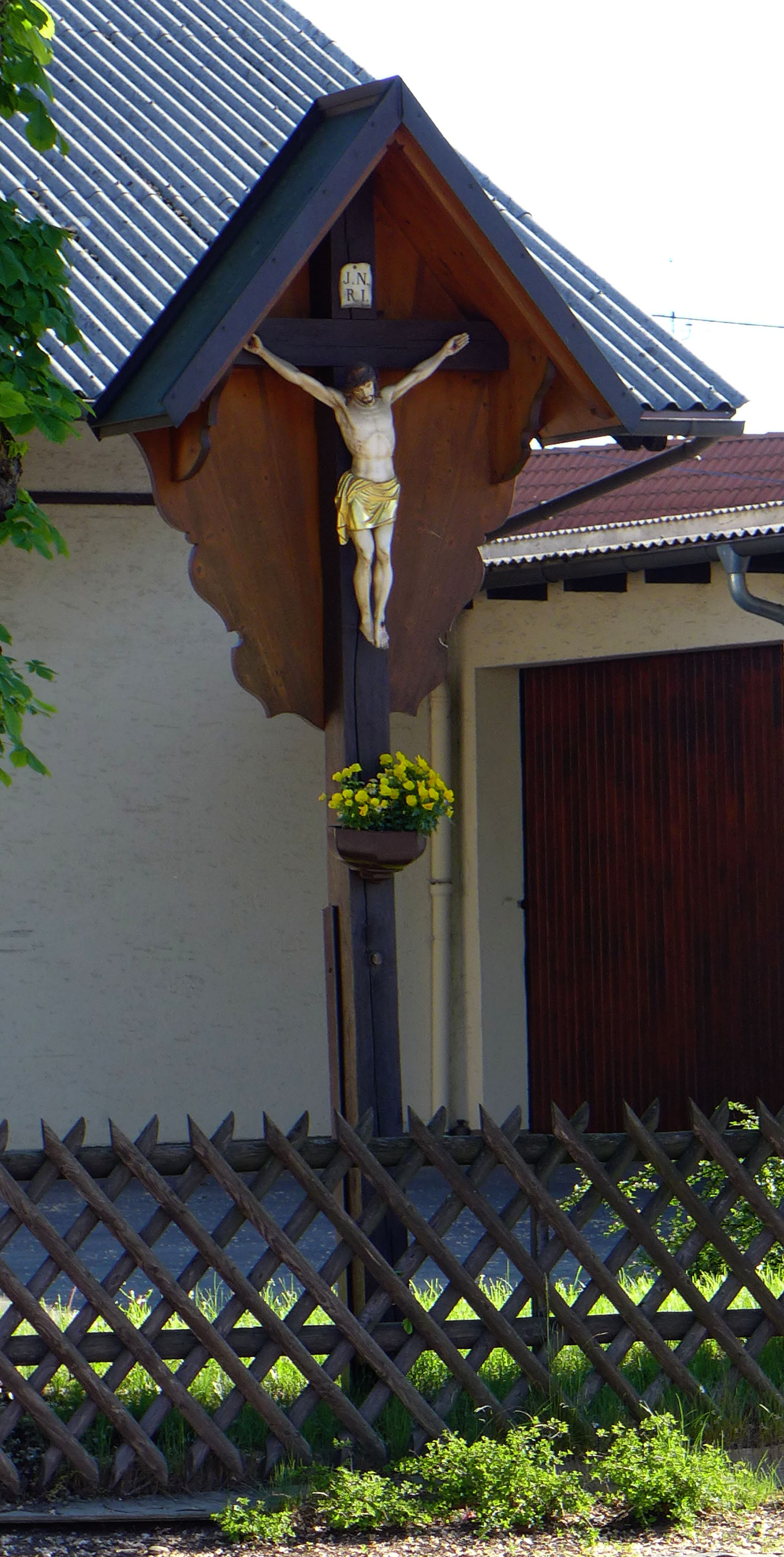
Wegkreuz an der Karlsfelder Straße 4
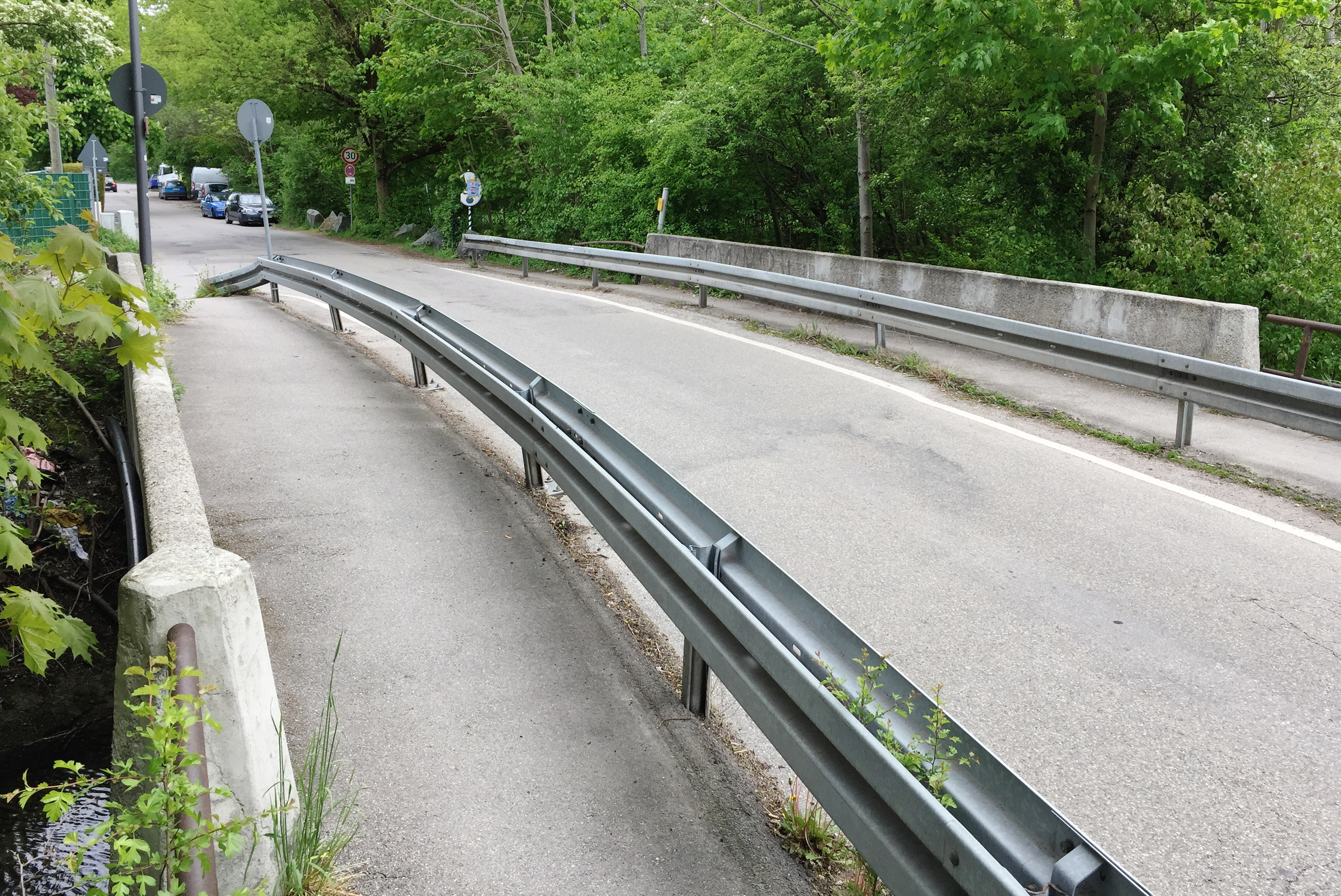
Brücke über das Schwabenbächl
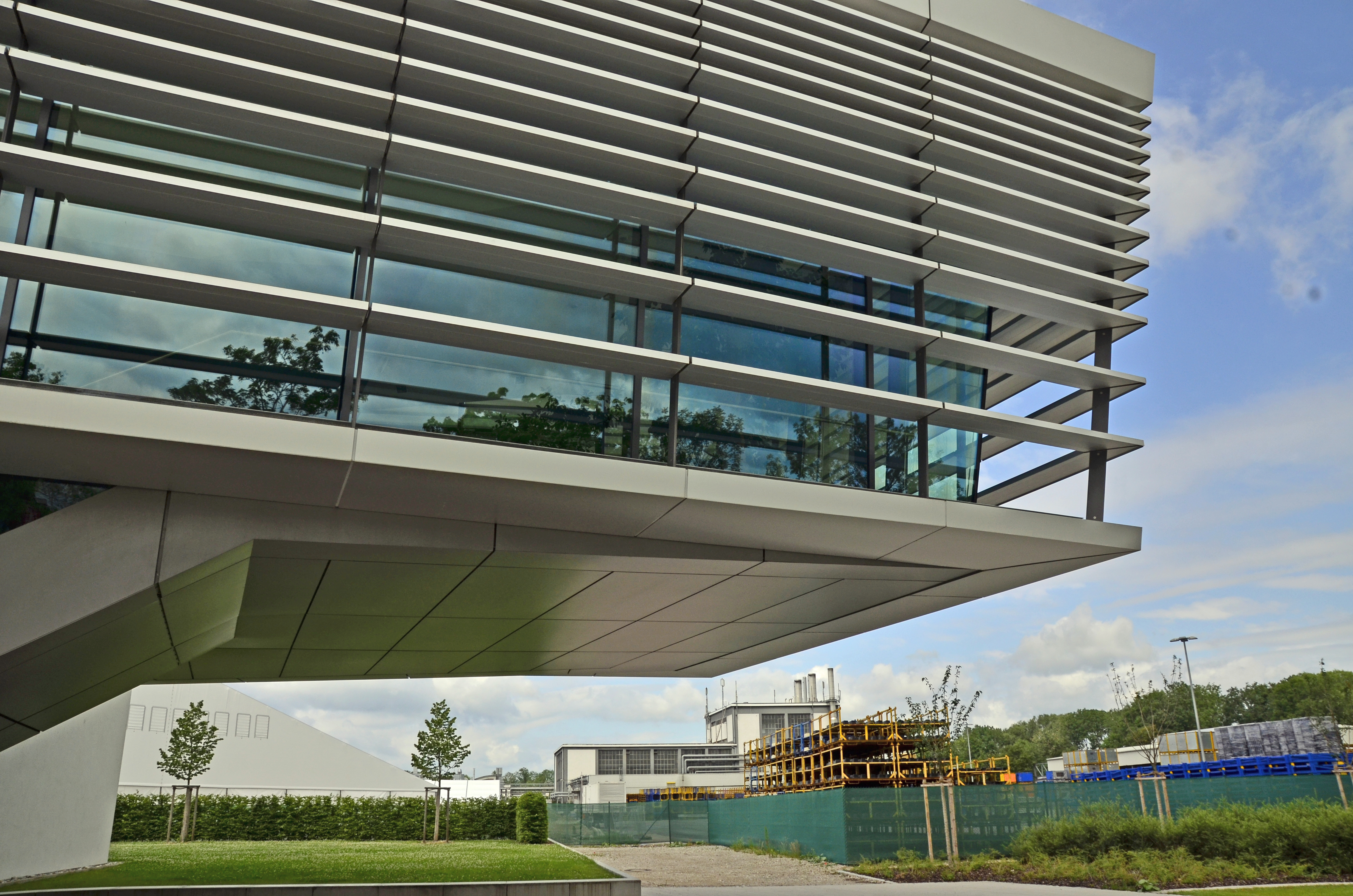
MAN-Werk
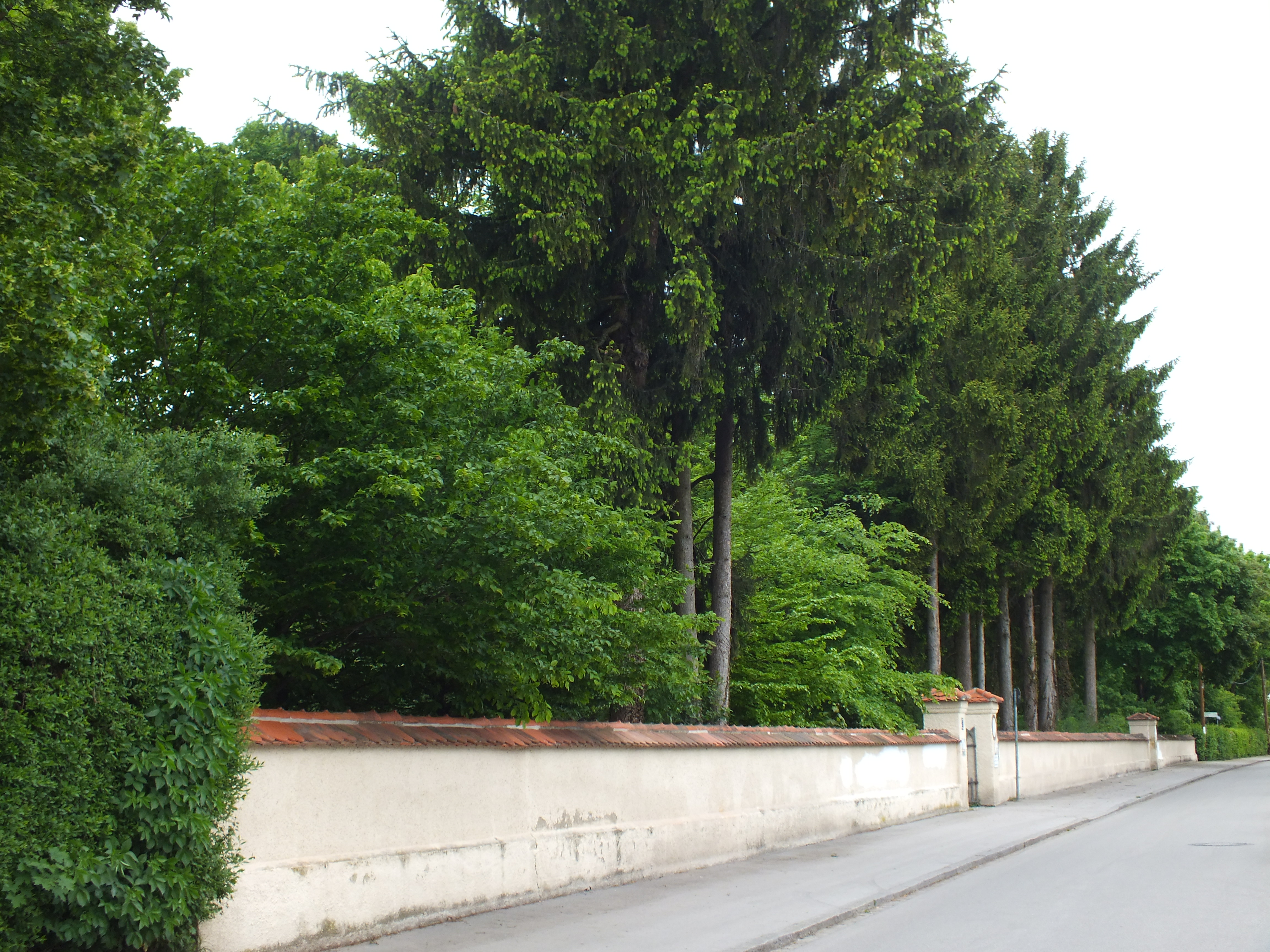
Feldmochinger Friedhof
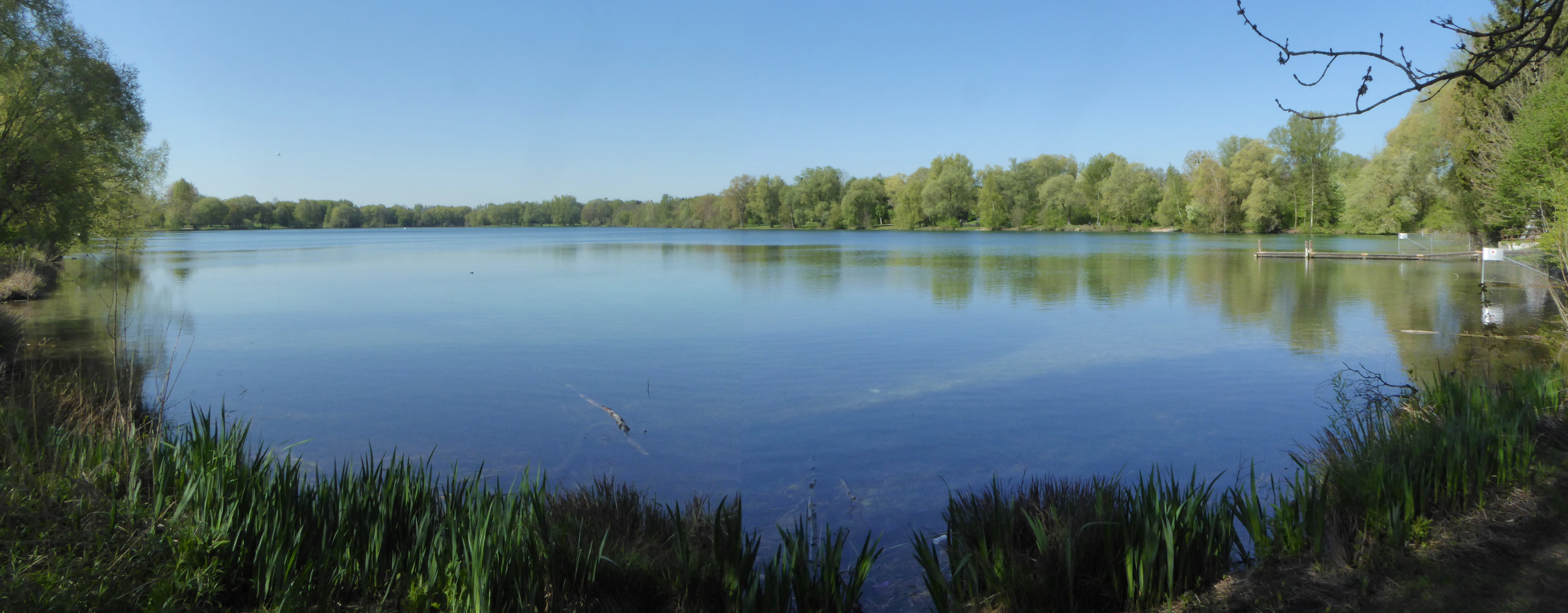
Feldmochinger See